# Теттенже, Жан
Жан Мари Пьер Юбер Теттенже (фр. Jean Marie Pierre Hubert Taittinger; 25 января 1923[…], XVI округ Парижа — 23 сентября 2012[…], Эпалинж) — французский предприниматель, выходец из семьи виноделов — обладателей марки шампанского Taittinger и политик, министр юстиции (1973—1974).

## Биография
Родился 25 января 1923 года в Париже, сын Пьера Теттенже. Окончил коллеж Станислава.
В январе-апреле 1945 года в составе французских частей под командованием генерала Эдгара де Лармина участвовал в операции по ликвидации группировки немецких войск в районе Руайяна и мыса Пуэн-де-Грав близ эстуария Жиронда.
После войны вошёл в семейный бизнес, став в 1946 году директором винодельческой компании Taittinger и заняв в 1958 году должность заместителя её генерального директора, а с 1994 по 2001 год возглавлял её.
В 1953 году начал политическую карьеру, став мэром города Гё. В период с 1958 по 1973 год являлся депутатом Национального собрания Франции от департамента Марна и генеральным директором компании Groupe du Louvre.

7 января 1971 года назначен государственным секретарём при министре экономики и финансов в правительстве Шабана-Дельмаса, с 5 июля 1972 по 28 марта 1973 года занимал ту же должность в кабинете Пьера Мессмера с включением дополнительно в сферу его ответственности вопросов государственного бюджета.
В 1959—1977 годах занимал должность мэра Реймса.
2 апреля 1973 года в качестве представителя от Союза демократов в поддержку республики получил портфель министра юстиции при формировании второго правительства Мессмера в президентство Жоржа Помпиду и сохранял его до победы на президентских выборах в мае 1974 года Жискара д’Эстена.